# Delta radio
delta radio ist ein privater Radiosender mit Sitz in Kiel.

## Geschichte

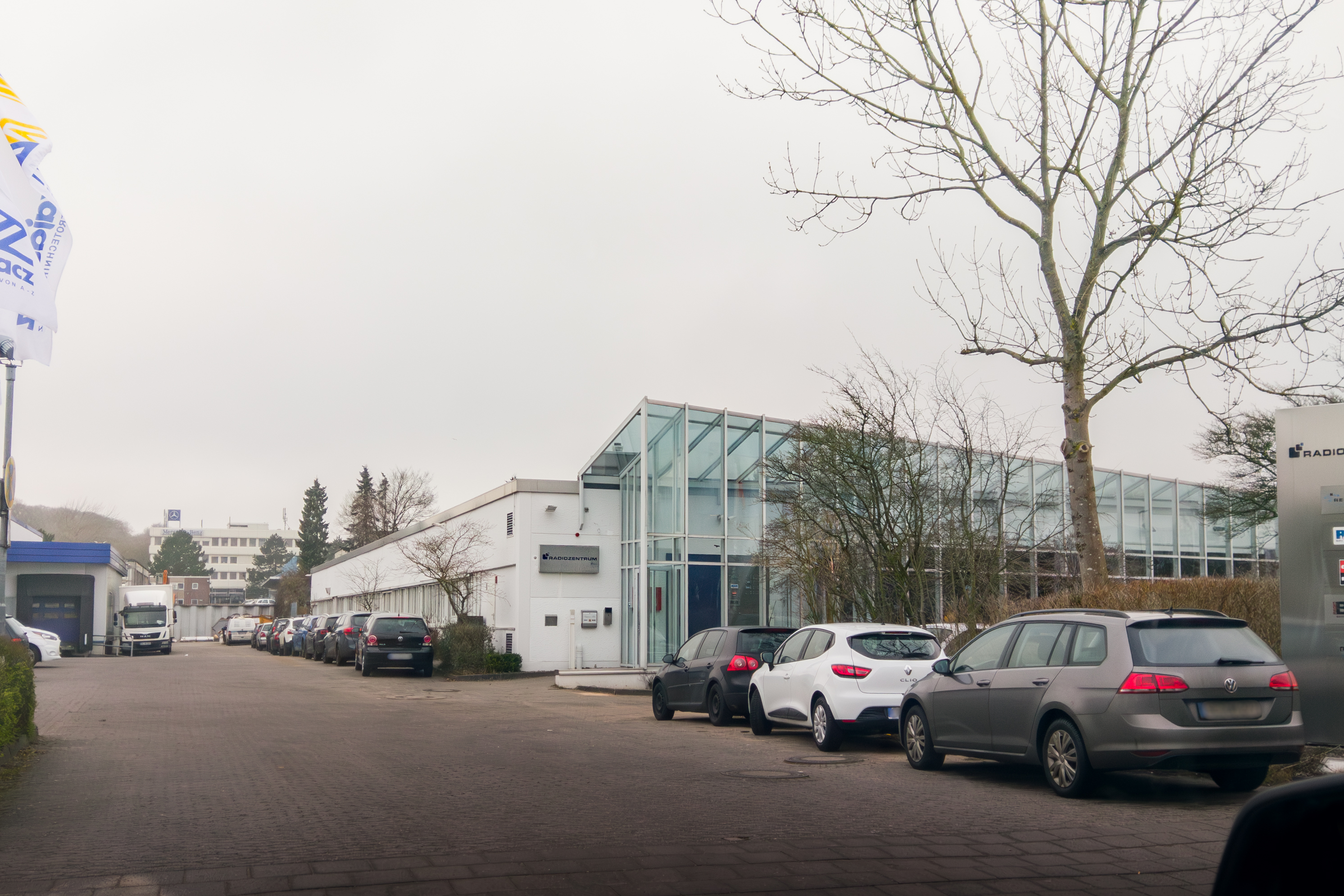
Radiozentrum Kiel

Delta radio wurde als zweiter privater Radiosender Schleswig-Holsteins unter der Bezeichnung Alpha Radio gestartet, musste aber bereits wenige Monate nach Sendestart den Namen ändern, da dieser durch eine Firma der Kirch-Gruppe als Markenzeichen eingetragen war.

Logo bis Juni 2024

Zusammen mit Radio Schleswig-Holstein und Radio Bob sendet delta radio heute aus dem Radiozentrum Kiel, dem ehemaligen Funkhaus Wittland.

## Gesellschafter
An delta radio sind Frank Otto mit 58,89 Prozent, Regiocast direkt und indirekt über die Ditting Media mit insgesamt 24,99 Prozent sowie radio ffn mit 16,12 Prozent beteiligt.

## Programm

### Format
Ursprünglich spielte Delta radio ein rocklastigeres Musikprogramm, das sich inzwischen mehr in Richtung Mainstream, Rap und Pop verschoben hat, seitdem der Slogan delta radio klingt anders in Neuer. Besser. delta. geändert wurde. Es richtet sich an die Zielgruppe der 14- bis 35-Jährigen.

### Club van Cleef
Vom 1. bis 3. Quartal des Jahres 2006 hatte das Hamburger Musiklabel Grand Hotel van Cleef bei delta radio seine eigene Sendung Club van Cleef. Sie wurde moderiert von Simon Raß (Grand Hotel van Cleef) und Reimer Bustorf (Kettcar) und als erste Radiosendung eines Plattenlabels in Deutschland beworben. Danach wurden die Sendeplätze durch den King Kong Klub belegt, einer wöchentlichen Indiesendung.

### Konzerte
Delta radio ist Werbepartner vieler Rock- oder Popkonzerte, des Hurricane Festivals in Scheeßel sowie des John Lennon Talent Awards.

### Automatisierung
Teile des Programms werden automatisiert. So wird in den Abend- und Nachtstunden, im Regelfall ab 20.00 Uhr, der Verkehrsservice aus zuvor aufgezeichneten Sprachbausteinen zusammengesetzt. Die Nachrichten und das Wetter (nur abends) von Regiocast Radioservices werden ebenfalls über die Automation eingespielt, jedoch kurz vor der Ausstrahlung aktuell eingesprochen und geschnitten. In den Abend- und Nachtstunden sind aus Kostengründen alle Service-Elemente für delta radio, Radio Bob und R.SH dieselben und werden nur mit dem unterschiedlichen jeweiligen Sounddesign unterlegt.

### Facetalk
Sonntagabends ist auf delta radio zwischen 21 und null Uhr die Talksendung Facetalk zu hören, die vom Berliner Radiosender Kiss FM übernommen wird. Sie wird außerdem auf dem Sender Energy Sachsen übertragen. Auf delta radio ist Facetalk seit dem Start der Sendung Mitte 2013 zu hören. Am Ende des Jahres 2016 wurde die Call-in-Sendung abgesetzt.

### Nachrichten
Delta Radio sendet tagsüber sowohl um viertel vor einer vollen Stunde als auch um viertel nach einem etwa zweiminütigen Nachrichtenüberblick. Dieser wird vom Dienstleister Regiocast Radioservices beziehungsweise dessen Bereich Newscloud produziert.
Regiocast Radioservices ging aus den ursprünglich selbständigen Nachrichtenredaktionen der schleswig-holsteinischen Privatsender hervor und hat seinen Sitz wie diese im Radiozentrum Kiel.
Mit Newscloud werden auch etliche andere deutsche Radiosender beliefert, etwa Antenne MV, Klassik Radio oder Sunshine Live.

## Empfang
Das Programm von delta radio ist terrestrisch über UKW in Schleswig-Holstein, Hamburg, Westmecklenburg, im nordöstlichen Niedersachsen und in Süddänemark zu empfangen, in Hamburg und Schleswig-Holstein auch über das Digitalradio DAB+. Ebenso kann man den Sender über das Kabelnetz und über das Internet via Livestream der Internetseite und über die Delta-Plus-App hören. Seit dem 28. August 2018 ist delta radio nicht mehr im analogen Kabelnetz verfügbar, sondern nur noch im digitalen Kabelnetz vorhanden. Ab Ende November 2025 wird delta radio über Antenne nur noch über DAB+ und nicht mehr über UKW empfangbar sein.